# Ivica
Ivica [iʋit͡sa] ist ein männlicher Vorname.
Es handelt sich dabei um die südslawische Kose- und Verkleinerungsform des slawischen Vornamens Ivan, wobei Ivan der slawischen, christlichen Variante des latinisierten Vornamens Johannes entspricht, welcher sich wiederum von der griechischen (Ιωάννης = Ioannes) bzw. hebräischen (יוחנן = Jochanan) Form ableitet.

## Herkunft und Gebrauch
Der Name Ivica ist insbesondere in Kroatien weit verbreitet. Auch in Bosnien und Herzegowina, Serbien und Montenegro ist er vertreten, vereinzelt auch in Mazedonien und Slowenien.
Obschon Ivica ein typisch kroatisch-katholischer Vorname ist, wurde er auch in ausschließlich serbisch-orthodoxen Familien oder gemischten, katholisch-orthodoxen Ehen vergeben. Die serbische Form des Vornamens Ivan lautet Jovan, jene des Ivica lautet in Serbien Jovica.
Der Vorname Ivica ist in der muslimischen Bevölkerung nicht vertreten, da es sich hierbei um einen christlichen Vornamen handelt.
Vornamen werden auf dem Gebiet des ehemaligen Jugoslawien in der Regel nach nationaler und religiöser Zugehörigkeit vergeben. Fälle, bei denen Namen einer anderen Nationalität oder Glaubensgemeinschaft bevorzugt werden, sind sehr selten.

## Namensträger
- Ivica Astalos (* 1954), deutscher Cartoonist, Texter und Grafiker ungarisch-kroatischer Abstammung
- Ivica Avramović (* 1976), serbischer Fußballspieler
- Ivica Banović (* 1980), kroatischer Fußballspieler
- Ivica Barbarić (* 1962), kroatischer Fußballspieler
- Ivica Belas (* 1977), österreichischer Handballspieler
- Ivica Čolig (* 1955), jugoslawischer Radrennfahrer und nationaler Meister im Radsport
- Ivica Dačić (* 1966), serbischer Politiker
- Ivica Dragutinović (* 1975), serbischer Fußballspieler
- Ivica Frkić (* 1942), jugoslawischer Fußballspieler und kroatischer Fußballtrainer
- Ivica Grlić (* 1975), bosnisch-herzegowinischer Fußballspieler
- Ivica Horvat (eigentlich Ivan Horvat; 1926–2012), jugoslawischer Fußballspieler
- Ivica Iliev (* 1979), serbischer Fußballspieler
- Ivica Ivušić (* 1995), kroatischer Fußballtorwart
- Ivica Jarakovic (* 1978), serbisch-belgischer Fußballspieler
- Ivica Jevtić (* 1983), serbisch-montenegrinischer Volleyballspieler
- Ivica Jozić (* 1969), bosnischer Fußballspieler
- Ivica Kostelić (* 1979), kroatischer Skirennfahrer
- Ivica Krajač (1938–2024), jugoslawischer Sänger, Komponist, Texter und Opernregisseur
- Ivica Kralj (* 1973), montenegrinischer Fußballspieler
- Ivica Križanac (* 1979), kroatischer Fußballspieler
- Ivica Litric (* 1950), kroatischer Grafik-Designer und Zeichner
- Ivica Lucić (* 1982), österreichischer Fußballspieler und -trainer
- Ivica Majstorović (* 1981), deutsch-kroatischer Fußballspieler
- Ivica Maksimovic (* 1953), deutscher Kommunikationsdesigner
- Ivica Matijević (* 1968), jugoslawisch-deutscher Maler und Bildhauer
- Ivica Matković (* 1953), jugoslawischer Fußballspieler
- Ivica Mornar (* 1974), kroatischer Fußballspieler
- Ivica Olić (* 1979), kroatischer Fußballspieler
- Ivica Osim (1941–2022), bosnisch-herzegowinischer Fußballspieler und -trainer
- Ivica Petanjak OFMCap (* 1963), römisch-katholischer Ordensgeistlicher und römisch-katholischer Bischof von Krk
- Ivica Piljanovic (* 1976), deutscher Basketballspieler
- Ivica Putnik (* 1972), kroatischer Poolbillardspieler
- Ivica Račan (1944–2007), kroatischer Politiker
- Ivica Senzen (* 1951), jugoslawischer Fußballspieler
- Ivica Šerfezi (1935–2004), kroatischer Schlagersänger
- Ivica Šmid (* 1976), kroatischer Fußballspieler
- Ivica Šurjak (* 1953), kroatischer Fußballspieler
- Ivica Todorić (* 1951), kroatischer Unternehmer
- Ivica Todorov (* 1950), serbischer Fußballspieler
- Ivica Tončev (* 1968), serbischer Politiker
- Ivica Vastić (* 1969), österreichisch-kroatischer Fußballspieler
- Ivica Zubac (* 1997), kroatischer Basketballspieler
- Ivica Žunić (* 1988), bosnisch-kroatischer Fußballspieler